# Manggeng
Manggeng (indonez. Kecamatan Manggeng) – kecamatan w kabupatenie Aceh Barat Daya w okręgu specjalnym Aceh w Indonezji.
Kecamatan ten znajduje się w północnej części Sumatry, nad Oceanem Indyjskim. Od północy graniczy z kecamatanem Tangan-Tangan, a od południa z kecamatanem Lembah Sabil. Przebiega przez niego droga Jalan Lintas Barat Sumatrea.
W 2010 roku kecamatan ten zamieszkiwało 12 670 osób, z których 998 stanowiło ludność miejską, a 11 672 ludność wiejską. Mężczyzn było 6 227, a kobiet 6 443. Wszyscy wyznawali islam.
Znajdują się tutaj miejscowości: Alue Rambot, Blang Manggeng, Keudei, Ladang Panah, Ladang Tuha I, Ladang Tuha II, Lhok Pawoh, Lhok Puntol, Lhong Baro, Padang, Pante Pirak, Pante Raja, Pantom Makmur, Paya, Pusu Ingin Raya, Sejahtera, Seuneulop, Teungoh, Tokoh, Ujung Tanah.